# كأس بلغاريا 1948
كأس بلغاريا 1948 (بالبلغارية: Купа на Съветската армия 1948)‏ هو موسم من كأس بلغاريا. أشرف على تنظيمه اتحاد بلغاريا لكرة القدم، وفاز فيه نادي لوكوموتيف صوفيا.